# 関隆広
関 隆広（せき たかひろ、1957年 - ） は、日本の化学者、高分子化学者。名古屋大学名誉教授。元高分子学会筆頭副会長。

## 人物・経歴
1979年東京工業大学工学部高分子工学科卒業、東京工業大学大学院理工学研究科高分子工学専攻進学。
1980年スイス連邦工科大学留学（Urs Wild）。1982年東京工業大学大学院修士課程修了。1983年東京工業大学大学院博士後期課程中退、東京工業大学工学部高分子工学科助手。
1986年通商産業省工業技術院繊維高分子材料研究所第二部有機化学研究室研究官、工学博士。
1989年通商産業省工業技術院繊維高分子材料研究所素材合成部有機化学研究室主任研究官。
1990年通商産業省工業技術院次世代産業技術企画官室併任。
1993年通商産業省工業技術院物質工学工業技術研究所分子工学部分子システム研究室主任研究官。
1994年東京工業大学資源化学研究所助教授併任。
1995年東京工業大学資源化学研究所光化学プロセス部門助教授。
2002年名古屋大学大学院工学研究科物質化学専攻教授、東京工業大学資源化学研究所スマートマテリアル部門客員教授、信州大学繊維学部非常勤講師、日本MRS理事。
2003年名古屋工業大学大学院工学研究科非常勤講師、日本液晶学会理事。
2006年東京大学大学院工学系研究科非常勤講師、九州大学大学院工学研究院非常勤講師、山形大学工学部非常勤講師、愛知工業大学工学部非常勤講師。
2010年福井大学大学院工学研究科非常勤講師。
2011年文部科学省大学の世界展開力強化事業「名古屋大学・東北大学化学系キャンパスアジア（持続的社会に貢献する化学・材料分野のアジア先端協働教育拠点の形成）」プログラムリーダー。
2012年東京理科大学理学部非常勤講師。2014年中央大学理工学部非常勤講師。
2016年名古屋大学教養教育院副院長、高分子学会東海支部長。
2017年名古屋大学大学院工学研究科有機・高分子化学専攻教授、東京理科大学理工学部非常勤講師。
2018年高分子学会筆頭副会長、光化学協会常任理事、東海化学工業会会長。
2019年名古屋大学高等教育研究センター所長、名古屋大学高等研究院運営推進委員。
2020年日本化学連合副会長、日本化学連合運営委員長。
2022年定年退職、名古屋大学名誉教授。
2024年日本化学連合会長、東海国立大学機構名古屋大学未来社会創造機構特任教授

## 受賞歴
- 高分子学会Wiley高分子科学賞 2002年[1]

- 日本液晶学会論文賞 2005年[1]

- 日本化学会学術賞 2006年[1]

- 日本液晶学会論文賞 2008年[1]

- 高分子学会賞 2013年[1]

- 日本液晶学会論文賞 2015年[1]

- 日本液晶学会論文賞 2018年[1]

- 科学技術分野の文部科学大臣表彰（研究部門） 2018年[1]

- 東海化学工業会功績賞 2019年[1]

- 日本液晶学会業績賞 2019年[1]

- 光化学協会JPA Special Lectureship Award 2021[1]

- 日本化学会賞 2021年[3]

- 光化学協会功績賞 2022年[5]

- 高分子科学功績賞 2023年[3]